# Aparammoecius lamjungi
Aparammoecius lamjungi är en skalbaggsart som beskrevs av Ahrens och Zdzisława Stebnicka 1997. Aparammoecius lamjungi ingår i släktet Aparammoecius och familjen Aphodiidae. Inga underarter finns listade i Catalogue of Life.